# Холм (Судиславский район)
Холм — деревня в Расловском сельском поселении Судиславского района Костромской области России.

## География
Деревня расположена у реки Ворониха.

## История
Согласно Спискам населенных мест Российской империи в 1872 году деревня относилась к 1 стану Костромского уезда Костромской губернии. В ней числилось 6 дворов, проживало 13 мужчин и 9 женщин.
Согласно переписи населения 1897 года в деревне проживало 64 человека (20 мужчин и 44 женщины).
Согласно Списку населенных мест Костромской губернии в 1907 году деревня относилась к Белореченской волости Костромского уезда Костромской губернии. По сведениям волостного правления за 1907 год в ней числилось 15 крестьянских дворов и 83 жителя. Основными занятиями жителей деревни, помимо земледелия, были работа пекарями и извоз.
До муниципальной реформы 2010 года деревня входила в состав Михайловского сельского поселения Судиславского района.

## Население
| 1872 | 1897 | 1907 | 2008 | 2010 | 2014 |
| ---- | ---- | ---- | ---- | ---- | ---- |
| 22   | ↗64  | ↗83  | ↘5   | ↘3   | ↗4   |